# Lobera de Onsella
Lobera de Onsella là một đô thị ở tỉnh Zaragoza, Aragon, Tây Ban Nha. Theo điều tra dân số 2004 của Viện thống kê Tây Ban Nha (INE), đô thị này có dân số là 62 người. Diện tích đô thị này là 32 ki-lô-mét vuông. Đô thị này nằm ở độ cao 670 m trên mực nước biển và cách thủ phủ Zaragoza 143 km.

## Biến động dân số
Dữ liệu dân số Lobera de Onsella giai đoạn 1842 và 2001:
| Biến động dân số của Lobera de Onsella từ năm 1842 đến năm |      |      |      |      |      |      |      |      |      |      |      |      |      |      |          |
| 1842                                                       | 1877 | 1887 | 1897 | 1900 | 1910 | 1920 | 1930 | 1940 | 1950 | 1960 | 1970 | 1981 | 1991 | 2001 |          |
| 321                                                        | 551  | 533  | 496  | 496  | 518  | 561  | 507  | 501  | 503  | 448  | 233  | 103  | 62   | 54   | {{{33}}} |